# Jörgen Westholm
Jörgen Westholm, född 27 mars 1972 i Möklinta i  Sala kommun, är en svensk travtränare och travkusk som bor på egna gården Karlsro utanför Sala.

## Karriär
Westholm började sin karriär inom travet som lärling hos Krister Söderholm. Sin första kuskseger tog han på Åland 1990 med hästen Hetty Roy. 1997 kvitterade Westholm ut sin proffslicens, och startade då sitt eget travstall. Han förknippas främst med hästen Super Light, en varmblodig före detta travare, som bland annat deltog i Prix d'Amérique fyra gånger. Näst efter Super Light har hans bästa häst varit Annicka, också det en varmblodig travare. I sin tidiga tränarkarriär vann Westholm en hel del segrar med kallblodet Pilkillen. Den 18 april 2013 tog Westholm sin 1000:e tränarseger med egenkörda Ukino Du Vivier på Örebrotravet. I juni 2022 genomförde Westholm ett uppmärksammat byte av hemmabana. Efter 26 år som proffstränare vid Rommetravet valde tränaren att flytta licensen till huvudstadsbanan Solvalla. I samband med flytten riktade han skarp kritik mot sin tidigare hemmabana.

### Meriter
Tillsammans med Super Light kom Westholm på femteplats i 2006 års upplaga av Elitloppet samt på fjärdeplats (2006) och på sjätteplats (2007) i Prix d'Amérique.

## Segrar i större lopp
| År   | Lopp                                              | Häst               | Kusk               | Lopptyp |
| ---- | ------------------------------------------------- | ------------------ | ------------------ | ------- |
| 2005 | Prix du Bourbonnais                               | Super Light        | Jörgen Westholm    | Grupp 2 |
| 2006 | Prix Charles Tiercelin                            | Rite On Track      | Jörgen Westholm    | Grupp 2 |
| 2006 | Prix du Bourbonnais                               | Super Light        | Jörgen Westholm    | Grupp 2 |
| 2006 | Konung Gustaf V:s Pokal                           | Rite On Track      | Jörgen Westholm    | Grupp 1 |
| 2007 | Oslo Grand Prix                                   | Super Light        | Jörgen Westholm    | Grupp 1 |
| 2008 | Svenskt Trav-Oaks                                 | Annicka            | Jörgen Westholm    | Grupp 1 |
| 2016 | Svenskt Mästerskap för kallblod                   | Odin Tabac         | Jörgen Westholm    | -       |
| 2017 | Margaretas Tidiga Unghästserie, 4-åriga ston, feb | Amalia Cash        | Jörgen Westholm    | -       |
| 2017 | Klass II-final, juli                              | Radjah d'Inverne   | Oskar J. Andersson | -       |
| 2020 | Bronsdivisionens final, feb                       | Remarkable Feet    | Jörgen Westholm    | -       |
| 2020 | Norrbottens Stora Pris                            | Antonio Tabac      | Mika Forss         | Grupp 1 |
| 2020 | Scandal Plays Minne                               | Antonio Tabac      | Mika Forss         | -       |
| 2021 | Klass II-final, sept                              | Santos de Castella | Jörgen Westholm    | -       |
| 2022 | Långa E3, ston                                    | Sparven            | Mika Forss         | Grupp 1 |
| 2022 | Breeders' Crown, 3-åriga ston                     | Queen Belina       | Örjan Kihlström    | Grupp 1 |